# Сан-Джованни-ин-Венере
Аббатство Сан-Джованни-ин-Венере (итал. Abbazia di San Giovanni in Venere) — мужской монастырь вначале Ордена Бенедиктинцев (OSB), затем Конфедерации ораторианцев святого Филиппа Нери (СО) и, ныне, Конгрегации Страстей Иисуса Христа (CP) в коммуне Фоссачезия в архиепархии Кьети-Васто под юрисдикцией Римско-католической церкви.
Основан в 1000 году Трасмондо I и Трасмондо II, графами Кьети, на месте скита Святого Иоанна, основанного монахом Мартином в 540 году, который в свою очередь был основан на руинах античного храма Венеры Примирительницы. Монастырский комплекс включает базилику и монастырь, построенные в начале XIII века. Аббатство расположено на живописном холме с видом на соседний берег реки Сангро.

## История
Во времена Древнего Рима на месте монастыря находился храм Венеры Примирительницы, построенный в 80 году до н.э. От прежнего храма сохранилось название порта в устье реки Сангро — Портус Венерис, который был построен византийцами. Чуть ниже аббатства находится также источник Венеры, древнеримский фонтан, из которого вплоть до середины XX века брали воду женщины, желавшие зачать ребёнка. Ныне источник находится в плачевном состоянии.
В 540 году монах-бенедиктинец по имени Мартин построил келью с часовней на месте руин античного храма. Первым историческим документом, свидетельствующем о существовании здесь скита, является рукопись «Святой Иоанн на берегу реки Сангро» (лат. Sancti Johannes in foce de fluvio Sangro) 829 года. Но проведённые в 1998 году археологические раскопки выявили фундамент церкви и несколько христианских могил VI—VII века. Во время других раскопок, с декабря 2006 года по февраль 2007 года, перед аббатством был обнаружен некрополь V века до н. э.
Около 1000 года Трасмондо I и Трасмондо II, графы Кьети, увеличили территорию скита, закрепив за ним статус аббатства и передав его, вместе земельными угодьями и речным портом, аббатству Монтекассино. В 1043 году аббатству Сан-Джованни-ин-Венере была предоставлена имперская защита. Около 1060 года, аббат Одеризио I, опасаясь норманнов, продвигавшихся к графству Кьети, укрепил монастырь и основал крепость на скале Рокка-Сан-Джованни.
В XII веке аббатство достигло наибольшего благосостояния. В 1165 году аббат Одеризио II начал строительство новой церкви и большого монастыря. Храм сохранился до нашего времени, но без икон и скульптур, а от того монастыря осталась лишь небольшая часть, построенная около 1200 года. Братия обители тогда составляла от 80 до 120 монахов-бенедиктинцев. В аббатстве были учебные аудитории, мастерские, большая библиотека и обширный архив, манускрипты из которого ныне хранятся в Риме, писарская, два келейных корпуса, трапезная, лазарет, конюшни, приют для паломников и многое другое.
В XII веке в аббатстве подвизался Берардо да Пальяро, уроженец Терамо, прославившийся богоугодной жизнью. В 1116 году он был хиротонисан в епископы родного города. После смерти в 1122 году Берардо да Пальяра был канонизирован, и с тех пор почитается покровителем Терамо.
В Сицилийским королевстве при норманнах аббат Сан-Джованни-ин-Венере был крупнейшим церковным феодалом. Согласно «Каталогу Баронов» (лат. Catalogus Baronum) (написан между 1156 и 1169 годами), аббатству принадлежала большая часть территории современных провинций Кьети и Пескара — от Васто до Атри, включая Ланчано, Ортону, Франкавиллу, Пескару и Пенне. Также за монастырём были записаны обширные поместья в регионах от Равенны до Беневенто. В случае войны, аббатство было в состоянии предоставить монарху 95 рыцарей и 126 пеших воинов. Кроме того аббаты Сан-Джованни-ин-Венере имели епископское достоинство и не подчинялись епархиальным архиереям, а само аббатство пользовалось автономией (лат. nullius dioecesis).
В XIV веке начался упадок аббатства, утратившего большую часть своих владений. Монастырь больше не мог платить налоги в Римскую курию, и по этой причине с 1394 года утратил возможность избирать аббата на капитуле. Настоятелей стали назначать лично Папы.
В 1585 году Папа Сикст V передал аббатство Конгрегации Оратория Святого Филиппа Нери. В 1626 году ораторианцы передали монастырь архиепископу Кьети. В 1871 году правительство Итальянского королевства конфисковало аббатство.
В 1881 году монастырь получил статус национального памятника и был возвращён ораторианцам. Отсутствие ремонта, частые землетрясения и последствия Второй мировой войны поставили аббатство на грань уничтожения. В 1954 году монастырь был передан Конгрегации Страстей Иисуса Христа. Пассионисты реконструировали обитель, сохранив все детали средневекового монастыря.

## Описание

### Базилика
Храм имеет классическую структуру цистерцианской базилики с тремя нефами, главным и двумя боковыми, разделенными стрельчатыми арками и деревянным потолком. Главный фасад имеет большой мраморный портал, или «Лунные врата», украшенный рельефами, с включением деталей от древних орнаментов. На южной стороне находится меньший портал, или «Женские врата», также декорированный мраморным орнаментом. Здесь же расположена урезанная колокольня, чьи бойницы свидетельствуют об оборонительной функции башни. С противоположной стороны храма находятся три апсиды, оформленные слепыми арками и бифориями в мавританском стиле.
Под алтарем расположена крипта, где сохранились древнеримские колонны. Апсиды украшены фресками XIII века. Под главным входом находится ещё один, построенный в XIII веке на месте апсиды ранней христианской церкви.

### Монастырь
Следы древнего монастыря сохранились на восточной стороне, недалеко от колокольни. Он представлял собой вытянутый прямоугольник, с четырьмя уровнями келий, перестроенный и восстановленный в эпоху Возрождения. Келейный корпус с трифорами с мраморными колоннами, построенный аббатом Одеризио II в XIII веке, был перестроен в первой половине XX века. Территория аббатства была обнесена стеной, в северной части которой (ближайшей к входу в церковь), были устроены бойницы для лучников.